# La vaca amarilla
La vaca amarilla (en alemán: Die gelbe Kuh) es un cuadro del pintor alemán Franz Marc de 1911. Es una de las obras más conocidas del artista y muestra una de sus numerosas representaciones de animales en estilo expresionista. La ejecución se realizó en óleo sobre lienzo con unas dimensiones de 140,7 × 189,2 centímetros. Una vaca amarilla saltando domina la pintura como motivo central. Está rodeada por un paisaje colorido y estructurado. La concepción de la imagen está determinada en gran medida por el contraste entre el sujeto dinámico y el fondo tranquilo.
La vaca amarilla corresponde a la fase formativa de la obra de Marc. El simbolismo del color que ayudó a desarrollar en ese momento impregna la imagen. Su atención no se centra en la reproducción naturalista del color, sino en transmitir el mundo emocional atribuido al motivo. De esta manera, la representación recibe conscientemente un mensaje subjetivo del pintor y transmite su visión del mundo. Para Marc, los animales encarnaban un ideal que se oponía al control humano de la naturaleza. Interpretaciones posteriores de La vaca amarilla se refieren a influencias autobiográficas y sitúan la imagen en el contexto de su relación con su esposa Maria Franck.
Desde 1949, la pintura es propiedad de la Fundación Solomon R. Guggenheim, que la ha exhibido en el Museo Solomon R. Guggenheim de Nueva York. Anteriormente fue presentada exposiciones del Blauer Reiter de Múnich y de la galería Nierendorf, entre otras.

## Concepción y ejecución
El cuadro está dividido en un primer plano, que contiene el motivo central de la vaca amarilla, un término medio, y el fondo estructuralmente subdividido. La estructura de la pintura es fina y plana. La composición de la imagen se caracteriza por el contraste entre el fondo tranquilo y el dinamismo del motivo central. El movimiento es particularmente evidente en la postura del animal. Mientras que las patas delanteras ya parecen estar levantando el peso del cuerpo, las traseras todavía están en un movimiento de salto dinámico. La impresión de contraste entre el motivo central y el fondo refuerza el paisaje relativamente concreto de colores apagados, en el que se pueden ver animales pastando tranquilamente.
A diferencia del contraste dinámico, la composición del color da como resultado una imagen general equilibrada que contiene todos los colores espectrales. Predominan los colores cálidos con una tonalidad armoniosa y luminosa, lo que confiere al cuadro una expresión agradable. Los colores brillantes como el amarillo, el rojo y el verde dominan la imagen, mientras que los pocos tonos oscuros, negros y gris azulados se desvanecen en el fondo.

### Primer plano
La vaca amarilla es el motivo central del cuadro. Domina el primer plano debido a su considerable tamaño relativo. Marc la dispuso en el centro de la imagen, ligeramente desplazada hacia la izquierda. Dominando la imagen, se adentra casi en diagonal en el paisaje y empuja elementos del paisaje como árboles, colinas y plantas a escenas secundarias. Su cola se balancea directamente hacia la esquina superior izquierda de la imagen. Debido a la posición desplazada y a la separación del fondo, el motivo corresponde al entorno del cuadro. Parece como si viniera de la esquina superior izquierda de la imagen. Esto crea un toque de espacialidad.
El motivo muestra una vaca enorme y pesada que parece saltar a través de la imagen e inclina con placer su cabeza hacia arriba, dejando al descubierto su garganta.  La representación de la vaca tiene una forma de hoz inusual. Puede entenderse como una alusión de Marc al lenguaje de diseño dinámico del Modernismo, muy extendido en la época. La postura inusual destaca en comparación con la mayoría de las imágenes de animales creadas anteriormente por Marc, que se caracterizan por composiciones de figuras y perspectivas típicas y tradicionales.
El pelaje aparece en diferentes tonos de amarillo, sólo en el vientre hay una mancha negra azulada brillante. La combinación de colores predominantemente amarillos y antinaturalistas contrasta claramente con los colores apagados del resto de la imagen. Algunas zonas de la vaca conservan su color natural: la ubre, las pezuñas y las marcas faciales tienen un color que se desvía del amarillo dominante. Los contornos de color o negros aclaran la apariencia.

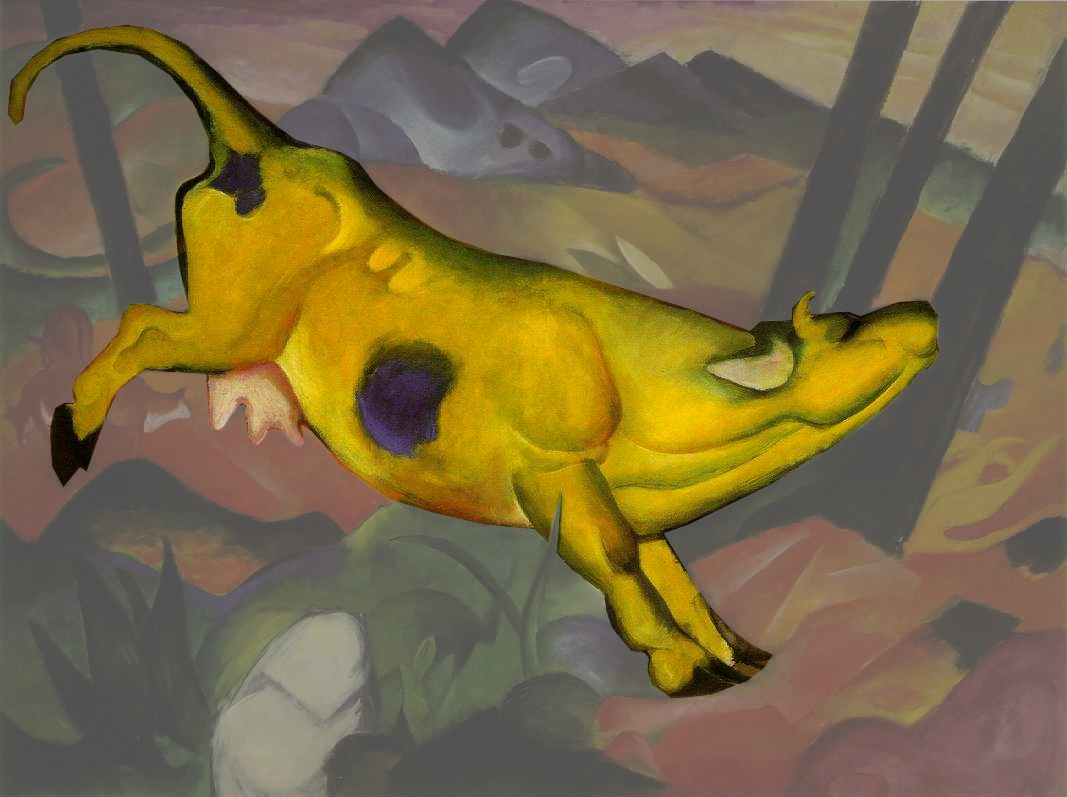
El motivo central: la vaca amarilla.

### Centro
En el centro hay troncos de árboles negros a derecha e izquierda del motivo central. Uno está inclinado hacia la izquierda, tres hacia la derecha, también inclinados. Su casi ortogonalidad enfatiza la dinámica del motivo central en su dirección opuesta. Colocados diagonalmente a las patas delanteras y traseras de la vaca, parecen estabilizar el motivo central,  “sujetándolo en el espacio”. La dirección de su progresión cruza la extensión imaginaria de las patas de la vaca en un ángulo agudo, casi recto, creando así una estructura casi geométrica del cuadro, un sistema de diagonales. Marc consideró esta construcción geométrica particularmente importante. Esto se puede ver en una carta de Marc a Kandinsky, en la que se queja del recorte de su cuadro para la ilustración del catálogo de la primera exposición de Der Blaue Reiter en diciembre de 1911. Su imagen estaba “completamente desproporcionada con la construcción” debido al recorte.

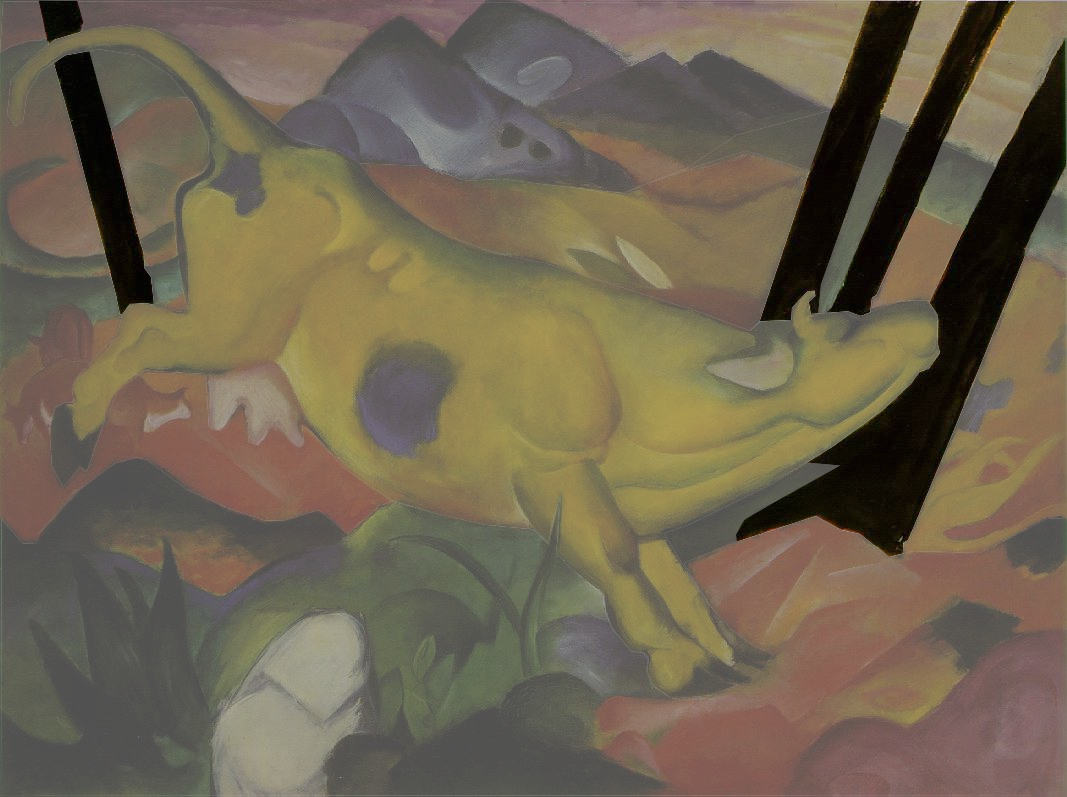
Punto medio: Los troncos anclan el motivo central.

### Fondo
El fondo es un paisaje muy diferenciado en forma y color, que suele estar dividido en estructuras geométricas básicas, especialmente triángulos y óvalos. El paisaje y sus elementos (montañas, piedras, plantas y animales pastando) son más concretos en comparación con otras pinturas que Marc creó en ese momento. El paisaje del fondo se divide en tres zonas espaciales:
Piedras y plantas estilizadas forman el fondo frontal. A la izquierda hay hierba fuerte y plantas ascendentes en tonos de verde intenso a claro. Piedras redondas en amarillo claro, gris y blanco interrumpen el diseño. Se puede interpretar que las piedras blancas se asemejan a un falo, lo que permitiría una interpretación personalizada. Mientras que el verde predomina en la mitad izquierda de la imagen, los tonos rojos que se alternan con el naranja y el amarillo caracterizan la mitad derecha de la imagen. Hay rojos y naranjas fuertes donde la vaca parece pisar el suelo. Esta sección de la imagen contrasta con áreas blancas y negras, algunas de las cuales están sombreadas para crear la impresión de tridimensionalidad.
El fondo central se compone de tonos rojos planos. Están esencialmente oscurecidos por el motivo central y solo toman forma como un grupo de vacas pastando en el área izquierda de la imagen. Estas dos o tres vacas pastando apenas destacan del paisaje circundante para no distraer la atención del motivo central. Aquí dominan los tonos indiferentes, que se fusionan entre el rojo y el amarillo.
Al fondo hay una cadena montañosa estilizada en tonos azules, gris azulados y colinas oscuras, que están rodeadas por un cielo de color violeta, naranja a amarillo. En las transiciones hay pasajes verdes aislados.
| Hervorhebung des vorderen Bereichs des Hintergrunds | Hervorhebung des mittleren Bereichs des Hintergrunds | Hervorhebung des hinteren Bereichs des Hintergrunds |

## Historia

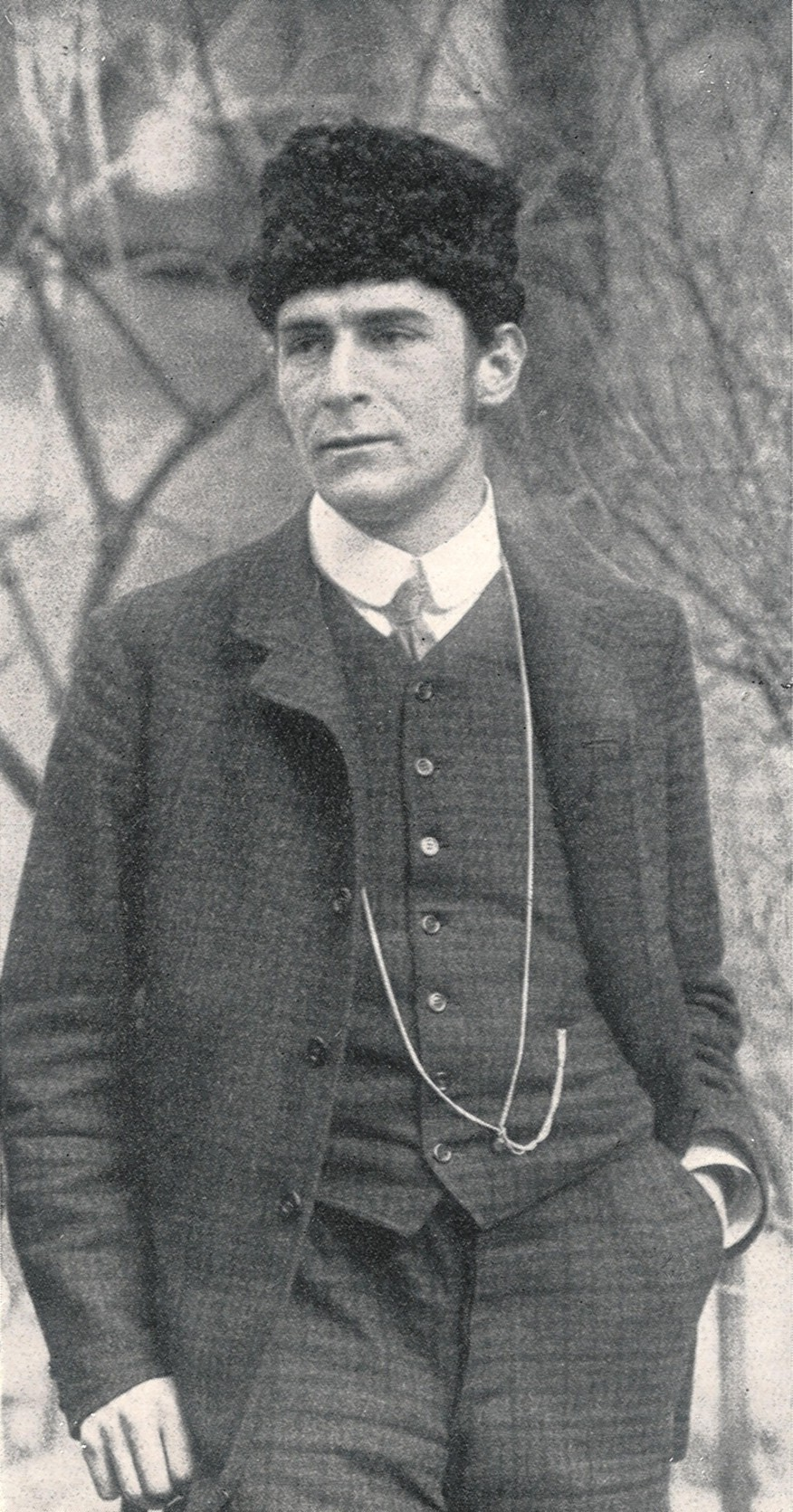
Franz Marc en 1910

Marc trabajó en el cuadro en el verano de 1911. Es atribuido a su segunda fase creativa, que se extendió desde la primavera de 1911 al verano de 1912  y se considera su período de madurez  en el que se produjo su avance artístico. Se sitúa en el período comprendido entre 1909 y 1914, cuando el estilo pictórico de Marc sufrió los cambios más importantes.

### Antecedentes
Hacia 1907, el estilo de Marc viró hacia el expresionismo. Esto se expresó en el alejamiento de una representación naturalista del color y luego de la forma hacia una penetración simbólica en sus obras, inicialmente particularmente por medio del color. Este desarrollo se intensificó alrededor de 1911 y alcanzó su clímax en la colaboración con Wassily Kandinsky. Marc lo conoció en Munich ese mismo año. Los dos pronto desarrollaron una profunda amistad que enriqueció su trabajo. Las composiciones de colores fuertes y puros de Kandinsky lo impresionaron especialmente. Juntos desarrollaron sus ideas sobre los colores, la teoría del color y el simbolismo del color.
En el transcurso de su cambio de estilo, Marc dio la espalda al llamado color local, al color original, natural, y recurrió al color esencial. El color esencial resulta de la simbolización de la vida mental, las sensaciones, los sentimientos del artista durante la experiencia visual. Su objetivo era pintar las cosas como realmente son, no como las vemos. Los colores tienen un efecto sugerente, permitiendo al espectador experimentar más profundamente lo que está viendo y haciéndole consciente del verdadero contenido de una imagen. Especialmente en Marc se añade la inmersión en los motivos representados. Esto resulta en un cambio en la perspectiva de observación y representación.
Especialmente en sus representaciones de animales, Marc, amante de los animales, abandonó el punto de vista objetivo del observador y trató de empatizar con ellos. Buscó captar su esencia y sus sentimientos. En un intento de ver más allá de ellos, también los convirtió en embajadores de sí mismo: los sentimientos de los animales seguían siendo los suyos. En un intento de atribuirles sentimientos, les impuso sentimientos personales. De ello surgió la crítica a la humanización de las representaciones de animales debido a la percepción inevitablemente subjetiva de los sentimientos de las criaturas alienígenas. El amigo pintor Paul Klee describió la doble relación de Marc con sus motivos animales: “Se inclina hacia los animales de forma humana. Los exalta ante sí mismo.”
A partir de 1911, Marc se limitó por completo a representar motivos animales. Veía las imágenes de animales como un medio ideal de expresión, yendo más allá de la pintura tradicional de animales, que normalmente se limitaba a la pura ilustración.  En ellas intentó transmitir su cosmovisión filosófico-religiosa, según la cual los animales representan la encarnación de una pureza original de la creación. Existen en armonía con la naturaleza, en contraste con la civilización humana, que está atrapada en un mundo moderno y hostil.  En el espíritu del panteísmo, Marc veía la naturaleza como un principio universal cuyos ideales debían seguirse. Entendía sus cuadros como una utopía paradisíaca de un mundo mejor, un alejamiento romántico del dogma de la superioridad del control humano de la naturaleza y la autoalienación de la naturaleza. El foco del trabajo de Marc fue la idealización de la naturaleza. Para él, su pintura era al mismo tiempo un escape del mundo real.

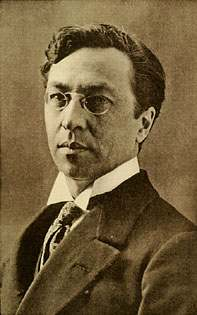
Marc tenía una profunda amistad con Wassily Kandinsky. Juntos desarrollaron un sistema de simbolismo de color, que Marc aplicó a su vaca amarilla.

A pesar de su estilo de presentación vanguardista y moderno, Marc no pretendía hacer una declaración progresista. Más bien, el idealista Marc rechazó el materialismo de la modernidad. Sus imágenes apuntan a una originalidad y pureza transfiguradas que se encuentran más allá o antes de las convenciones sociales y la civilización. Esto explica su entusiasmo por el arte popular y el arte indígena no europeo que lo atrapó en ese momento. Volviendo a las leyes originales de la pintura y combinándolas con técnicas modernas, Marc quería lograr una expresión ingenua y auténtica de sentimientos en su pintura.  En 1911 estudió intensamente las exposiciones del Museo Etnológico de Berlín y se ocupó de las representaciones de animales en las culturas antiguas. En el cuadro anterior de Marc, Eselsfries (1911), las letras proporcionan evidencia de influencias del antiguo Egipto. Se sospechan influencias griegas tempranas en la vaca amarilla.  El motivo de la vaca amarilla tiene paralelos con las representaciones del ganado en las copas de oro de Vaphio, que se hicieron muy conocidas gracias a un ensayo de Alois Riegl de 1900. En algunos relieves de estos hallazgos hay escenas de captura de toros, en las que están representados en una postura similar a la vaca amarilla de Marc: corriendo, con las patas traseras extendidas y las delanteras hacia abajo. Posteriormente, Marc no amplió su implicación con el primitivismo, como hicieron, por ejemplo, muchos cubistas.
En esta segunda fase creativa, Marc también invirtió su forma de concebir las imágenes. Si bien la reducción y la abstracción de las características individuales aleatorias de sus modelos caracterizaron su trabajo expresionista anterior, luego centró su atención en el análisis y la reproducción de formas geométricas, la construcción.  Esto ya se puede ver en el fondo parcialmente estructurado geométricamente de la vaca amarilla. Esto sólo se insinúa en La vaca amarilla; en particular, la representación del motivo central permaneció en gran medida orientada hacia el tema. Se trata de un punto de inflexión en la obra de Marc. En sus últimas fases creativas logró una abstracción cada vez más consistente, que le llevó cada vez más a una total falta de objetividad en sus cuadros desde 1912 hasta 1914 a más tardar. El concepto de imagen de Marc también recibió nueva inspiración. Desde 1910, Marc se ocupó de la estructura formal y la estricta división de imágenes de Paul Cézanne y Hans von Marées y las combinó con piezas dinámicas para crear su propio estilo, que se expresa en La vaca amarilla. Aquí desarrolló una estructura de imagen clara a partir del contraste entre el primer plano y el fondo, que es capaz de compensar la disolución de la perspectiva tradicional y natural como fuerza estructurante.

### Creación de la imagen
Ya antes de La vaca amarilla, Marc pintaba regularmente vacas, pero en una representación menos formalizada y desnaturalizada, como Vacas luchando (1911, óleo sobre lienzo) y Vacas bajo los árboles (1910/11, óleo sobre lienzo). Bocetos y cartas de Marc proporcionan información sobre la creación del cuadro.
En 1911, Marc viajó a Inglaterra con su pareja de toda la vida, Maria Franck, y allí se casaron en junio.  Después de este viaje, creó bocetos preparatorios para el cuadro. Marc desarrolló inicialmente dibujos de contornos a lápiz, que se conservaron en su cuaderno de bocetos XXIII. La vaca saltando ya parece muy similar a la del cuadro posterior, pero Marc la yuxtapone con otro motivo animal que es equivalente. El efecto dominante como motivo central aún no se había desarrollado. Por eso, a Marc se le ocurrió la idea de desarrollar el motivo de la vaca como una imagen independiente, posiblemente como contraparte de sus caballos azules de diseño similar.

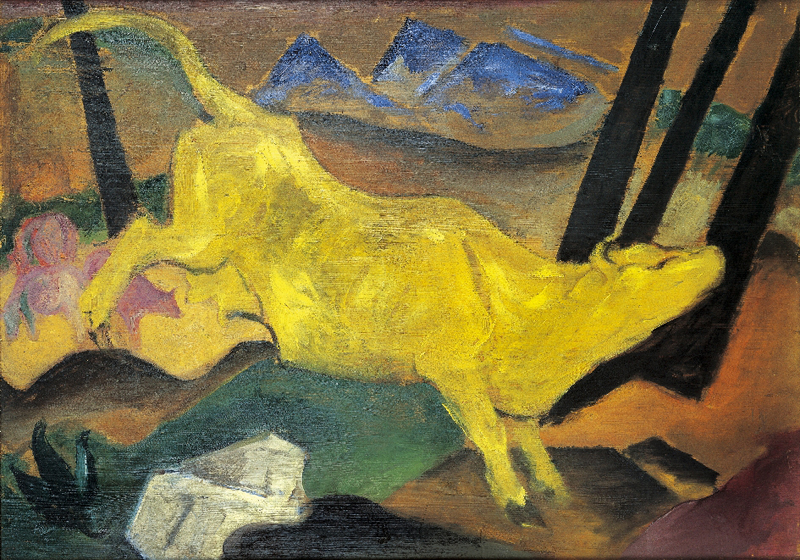
La vaca amarilla (estudio), 1911 (óleo sobre tabla, 62,5 × 87,5 centímetro)

Realizó un estudio preparatorio de la pintura al óleo sobre madera, que ya incluía todos los elementos esenciales del diseño. El trabajo se ejecutó de forma bastante superficial y esquemática sobre una tabla de madera recortada y sin imprimación que quizás se encontraba simplemente a disposición y cuya veta permanecía visible a través de la pintura al óleo. El uso de materiales de baja calidad sugiere un trabajo preparatorio apresurado. En este boceto, el cuerpo de la vaca se mantuvo mucho más cerca del objeto natural que en la obra posterior. El colorido y la división de la imagen correspondían a los de la pintura posterior, aunque fueron ejecutados de forma aún más marcada. La obra se encuentra ahora en la Colección Erhard Kracht, que se exhibe en el Museo de la Fundación Moritzburg.
Para crear La vaca amarilla, Marc utilizó pinturas al óleo de colores puros sobre un lienzo de gran formato. Los colores claros debían transmitir su percepción subjetiva del color y no debilitarse al agregar colores neutros opacos. Los colores puros dan como resultado disonancias parciales, que deben anularse en la imagen general, con el objetivo de utilizar armoniosamente todo el espectro cromático. Durante su formación, sin embargo, Marc había internalizado el trabajo con colores apagados. Como resultado, su manejo de los colores puros y su coordinación se volvió problemático. Marc lo consiguió comprobando continuamente el efecto y la coordinación de los colores con la ayuda de un prisma mientras trabajaba en él. Finalmente completó La vaca amarilla durante el verano de 1911. Mientras trabajaba en ello, se crearon los cuadros El toro y Los caballitos azules, que Marc venía proyectando desde 1908. Marc sólo logró su avance hasta su finalización gracias a su trabajo con La vaca amarilla, que le proporcionó nuevos conocimientos.

### Desarrollo del motivo

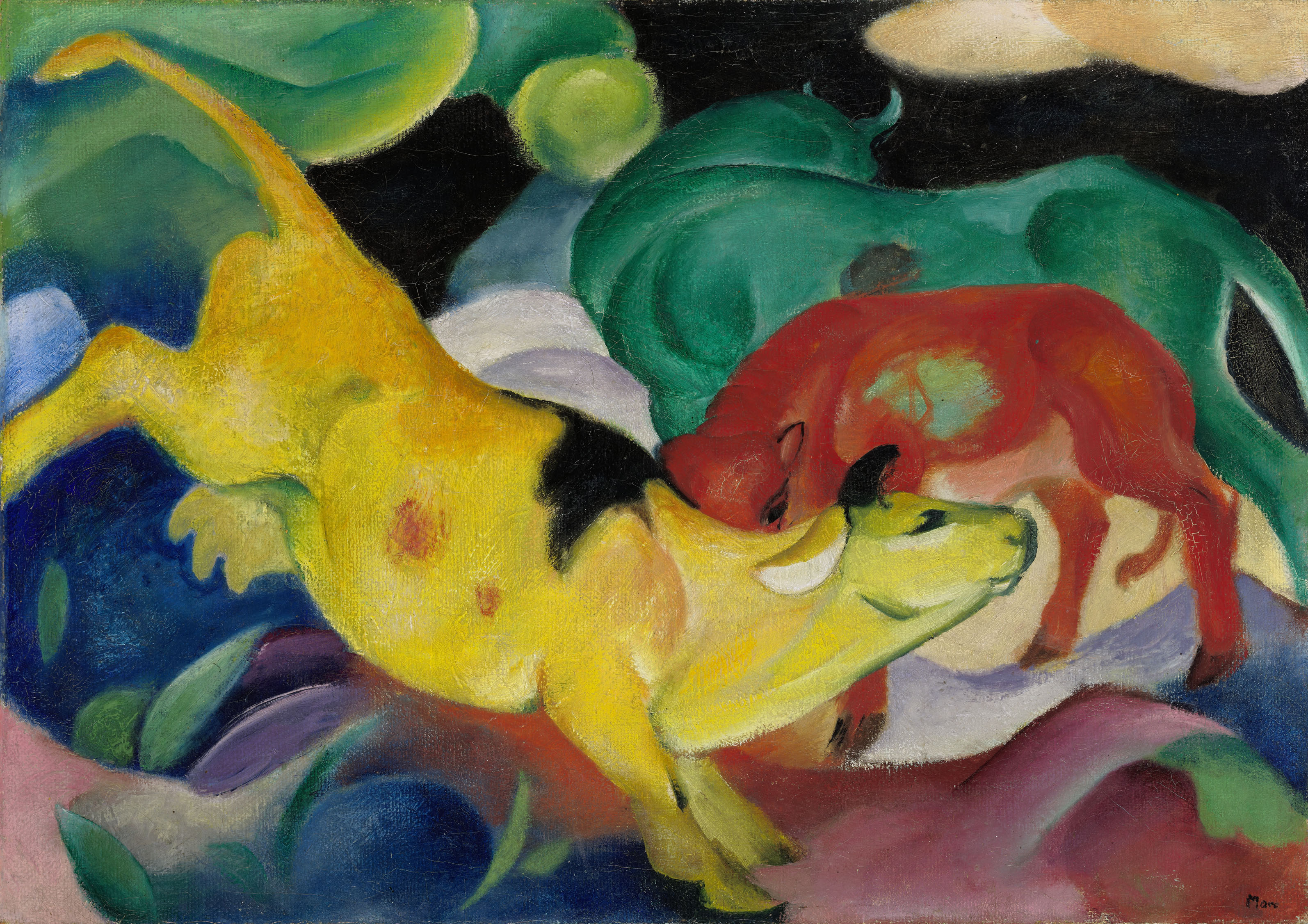
Vacas rojas, amarillas, verdes 1912 (cita oficial)

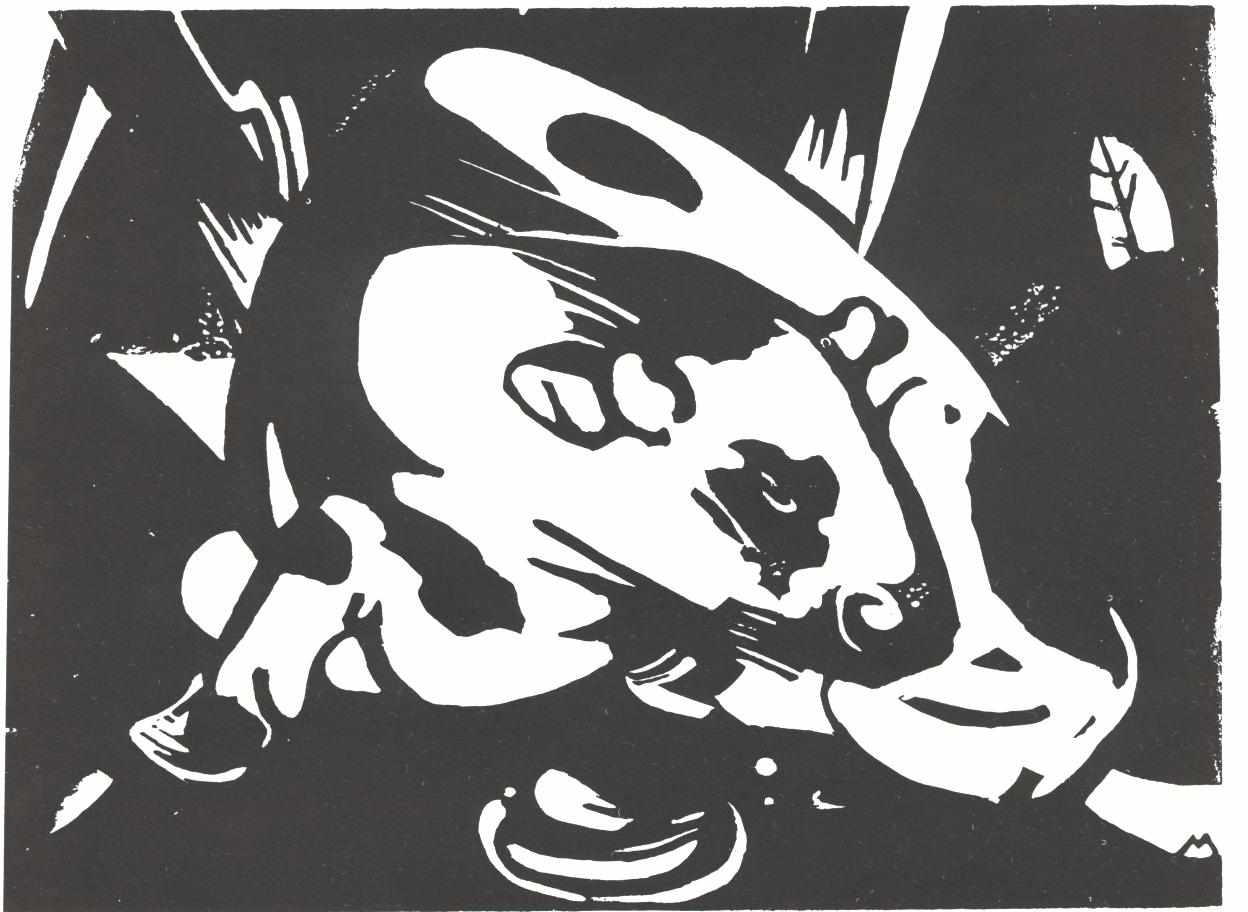
El toro, 1911

Después de La vaca amarilla, el mismo motivo vuelve a aparecer de forma muy similar en el cuadro de Marc Vacas rojas, amarillas, verdes (1912, óleo sobre lienzo), esta vez combinado con otros motivos vacunos.  A diferencia de La vaca amarilla, el fondo aquí es mucho menos concreto, más plano y menos detallado. Marc completó la pintura a finales de 1911, pero oficialmente está fechada en 1912. A petición de Kandinsky, inmediatamente después de su finalización, Marc lo envió a una exposición en Moscú en enero de 1912, donde se mostró al público por primera vez.
Los motivos de vacas y toros impregnan la obra de Marc. Los bocetos Toro (1911), Vacas descansando (toro tendido) (1911), La vaca verde (1912)  y El toro rojo tendido (1912)  acompañaron su segunda etapa creativa como pinturas al temple.
Otras representaciones de ganado se encuentran, entre otras, en Vacas bajo los árboles (óleo sobre lienzo, 1911), en la que Marc combina motivos de toros y vacas, Cuadro infantil (dos vacas) (1912, óleo sobre lienzo),  Pequeño cuadro con ganado (1913, óleo sobre cartón),  Vaca con ternero (1913, óleo sobre lienzo),  y La vaca del mundo (1913, óleo sobre lienzo, también en el Museo Guggenheim). La vaca del mundo representa la transición de Marc a la pintura abstracta. Si bien el motivo central todavía parece esencialmente físico, Marc ya había abstraído el fondo en formas geométricas.

En la mayoría de sus cuadros posteriores, creados a partir de 1913, las representaciones de animales se disuelven en las formas. Un ejemplo de ello es el Cuadro con ganado de 1913, en el que la representación de las vacas se plasma en un nuevo lenguaje formal. Marc se inspiró en su encuentro con Robert Delaunay, a quien conoció durante su viaje a París en 1912 con su amigo August Macke. Como resultado, el estilo de Marc tendió cada vez más hacia la abstracción, comparable al cubismo. Se trata de un desarrollo que parece similar al de Kandinsky, pero que no pudo completarse porque Marc murió en 1916.

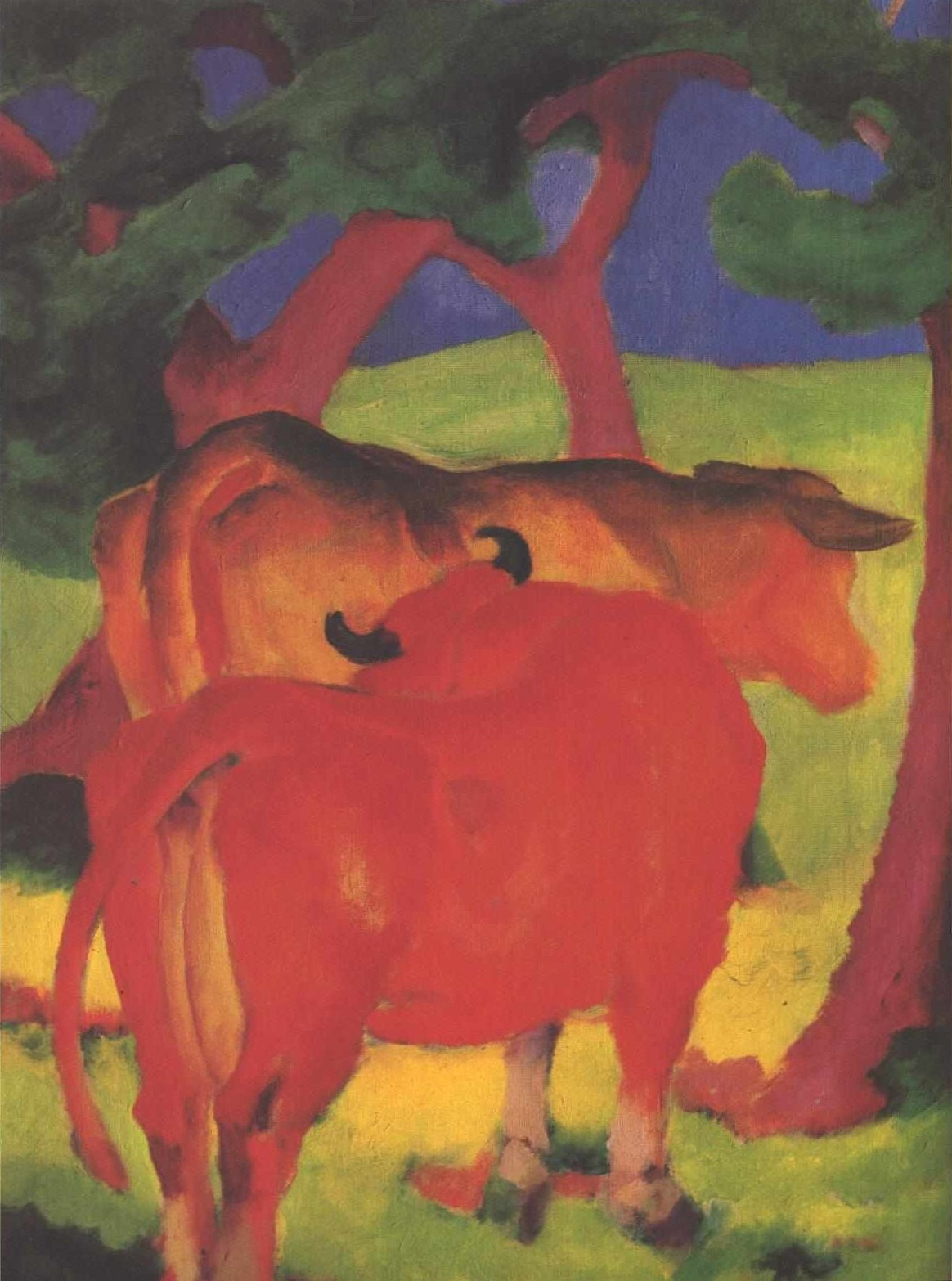
Vacas bajo los árboles, 1911; combinación de motivo de vaca y toro.
La vaca mundial, 1913; en el punto de inflexión hacia la abstracción
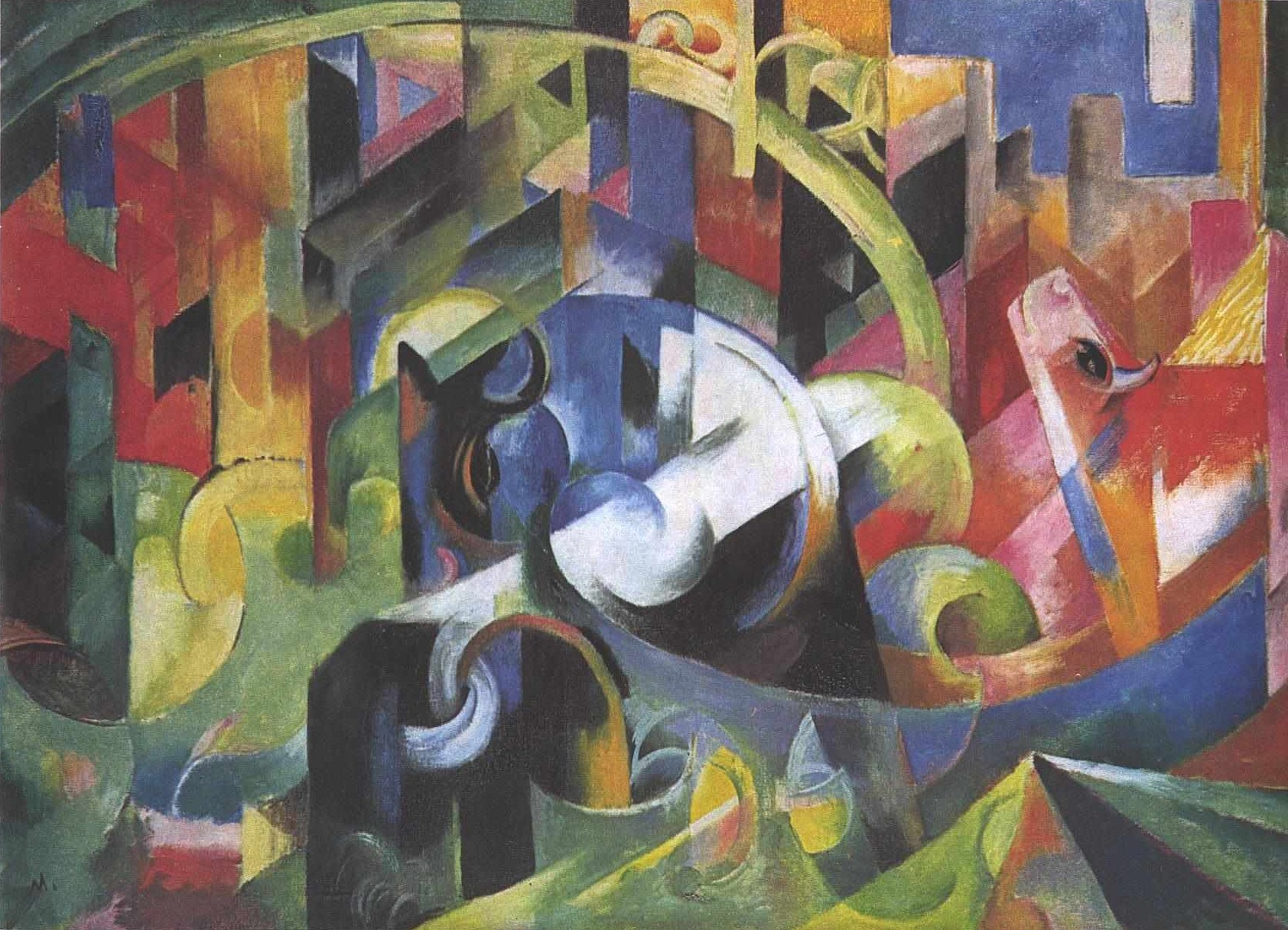
Cuadros con ganado, 1913; disolución de los motivos animales en fórmulas.

### Exposición y paradero
La vaca amarilla fue parte de la primera exposición del grupo Der Blaue Reiter, que tuvo lugar del 18 de diciembre de 1911 al 1 de enero de 1912  en la galería Thannhauser de Múnich. Marc hizo reproducir la pintura para el catálogo de la exposición publicado por Piper Verlag en mayo de 1912. Kandinsky y Marc fueron las figuras centrales del Der Blaue Reiter, que surgió de la ruptura de Kandinsky con la Neue Künstlervereinigung Múnich (NKVM) en diciembre de 1911. Actuaron como editores del almanaque, en el que La vaca amarilla se considera la principal contribución de Marc a esta obra. El precio del cuadro fue de 1.000 marcos en las primeras exposiciones de 1912. La vaca amarilla también pretendía ser una contribución a una edición ilustrada de la Biblia de Der Blaue Reiter.
Después de la muerte de Marc en 1916, la Galería Nierendorf, en colaboración con Maria Marc, expuso la obra completa de Marc cuatro veces en exposiciones conmemorativas en Alemania. La última de ellas tuvo lugar con motivo del vigésimo aniversario de su muerte del 4 de marzo al 19 de abril de 1936 en Berlín. Maria Marc proporcionó La vaca amarilla, entre otros cuadros. Conservó el cuadro en su poder después de la muerte de su marido. Las ya famosas contribuciones principales El ciervo rojo, Zorros, Los ciervos en el jardín de flores y La vaca amarilla aseguraron que el evento fuera un éxito indeseable para los que estaban en el poder, pero al mismo tiempo dificultaron su prohibición. A ello también contribuyó la proximidad a los Juegos Olímpicos de Berlín. Durante este tiempo, los nacionalsocialistas intentaron parecer cosmopolitas y tolerantes ante sus invitados internacionales. Salvo pequeñas restricciones, la exposición pudo desarrollarse según lo previsto.

Los Juegos Olímpicos también marcaron el final de la fase de tolerancia mostrada. Para evitar la inminente prohibición de exposiciones y la confiscación de los cuadros, Karl Nierendorf emigró apresuradamente a los Estados Unidos con un gran número de sus obras, entre ellas La vaca amarilla, y abrió la  Nierendorf Gallery en Nueva York. Ya en 1937. Los nacionalsocialistas difamaron a Marc como un “artista degenerado” y robaron de museos y galerías 130 de sus obras que permanecían en Alemania.

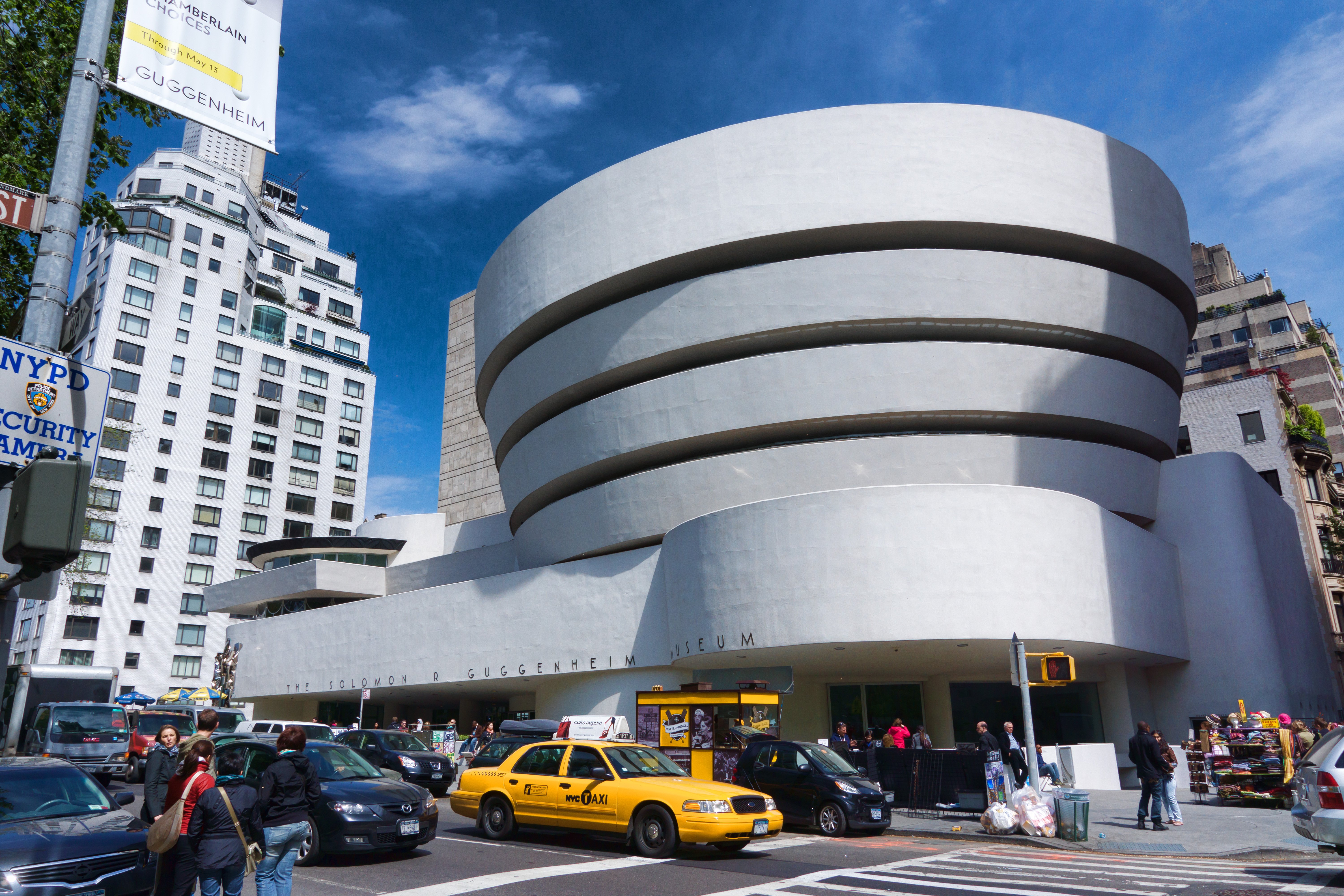
El Museo Guggenheim de Nueva York. La vaca amarilla se exhibe actualmente aquí como parte de una exposición permanente.

En la década de 1940, Nierendorf vendió numerosos cuadros a Solomon R. Guggenheim. Después de la muerte de Karl Nierendorf en 1947, el estado de Nueva York confiscó y expropió todos sus bienes con el pretexto del actual estado de guerra entre Estados Unidos y Alemania. La vaca amarilla pasó a ser propiedad del Estado. Poco antes de su muerte a finales de 1949, Guggenheim lo compró por un precio simbólico y lo entregó a la fundación que fundó en 1937.
Guggenheim, que se había enriquecido gracias al comercio del cobre, se entusiasmó por el arte abstracto y expresionista tras conocer a la pintora alemana Hilla von Rebay, amiga de Kandinsky, en 1928. Este entusiasmo dio lugar a la creación de su fundación y del Museum of Non-objective Painting, que se inauguró en Nueva York en 1939. La compilación de su colección fue supervisada en gran medida por Hilla von Rebay, quien tenía una preferencia particular por los artistas expresionistas alemanes. Como parte de la exposición "The Guggenheim Collection" en la Kunst- und Ausstellungshalle der Bundesrepublik Deutschland (Sala de Exposiciones y Arte de Bonn de la República Federal de Alemania), La vaca amarilla estuvo en préstamo en Alemania por primera vez del 21 de julio de 2006 al 7 de enero de 2007.

## Simbolismo e interpretación
El factor expresivo decisivo de la vaca amarilla reside en su simbolismo cromático. Para la mayoría de los espectadores, esta es la clave para acceder a la imagen. Los colores indican el mundo emocional del motivo principal. El simbolismo del color de Marc sitúa el amarillo dominante de la vaca en la feminidad y la vivacidad. Esto corresponde a los atributos atribuidos a la vaca, como la fertilidad y la nutrición, valores simbólicos que se pueden encontrar en muchas culturas y religiones (naturales) agrarias o nómadas.

### La influencia del simbolismo del color de Marc
La coloración se basa en el simbolismo del color desarrollado por Marc y Kandinsky, que supuestamente surge de la vida interior, de los sentimientos de las criaturas representadas en relación con su entorno. Los colores no están representados como los ve el artista, como “los representa su retina”,  sino más bien como la criatura representada percibe su entorno, como lo siente. Marc vio el verdadero logro artístico en el sentimiento, no sólo en la imagen. escribió:

Siempre soñé con imágenes impersonales; Tengo aversión a las firmas. Nunca tengo el deseo, por ejemplo, de pintar a los animales como los veo, sino como son (cómo ellos mismos miran el mundo y sienten su ser).
Franz Marc 1911.

Para la primera exposición de Der Blaue Reiter, Kandinsky publicó su tratado Über das Geistige in der Kunst (Sobre lo espiritual en el arte). En él describió su visión de la naturaleza del color, que desarrolló junto con Marc, cuya implementación, sin embargo, todavía no era abordada de manera consistente y dogmática en el momento en que se creó La vaca amarilla.
Marc decía que el amarillo, el rojo y el naranja inspiraban "ideas de alegría", el amarillo también es el color típico de la tierra, pero "tonos brillantes y altos como una trompeta". Parece excéntrico y sugiere el salto de fronteras, la “dispersión de la fuerza en el entorno”, la liberación de la fuerza almacenada, la electricidad. Marc enfatiza el alegre motivo de la vaca saltadora despreocupada y enérgica con el color dominante amarillo, que subraya la energía correspondiente a la dinámica del motivo.  El publicista Walter Mehring habló irónicamente del “amarillo vaca rugiente” de Marc. El amarillo es una fuerza que empuja hacia afuera, al mismo tiempo, expresa alegría de vivir y feminidad.
Los principios femenino y masculino juegan un papel importante en el simbolismo del color. El color que define el motivo central asigna así a las imágenes su género: según la teoría del color del artista, el azul representa el principio masculino: tranquilo, reflexivo, espiritual; Amarillo para el principio femenino: gentil, alegre, sensual. 
El crítico de arte Theodor Däubler escribió sobre los cuadros de vacas de Marc:

Hay vacas de todos los colores, pero la vaca de Marc es amarilla. Lleva una gota de sol en su alma. La disposición de la vaca es buena. Con qué tranquilidad amarillea el alma de la vaca entre prados y arroyos que se vuelven azules cada vez que ella, la vaca, es amarilla. Dado que los animales son coloridos, es probable que distingan los alrededores en diferentes colores dependiendo de cómo sean. La vaca amarilla ve el mundo azul. […] Para Marc, los animales son una excusa para pintar de colores. Quizás se dio cuenta de que las almas animales son conscientes del color.
Theodor Däubler 1911.

La elección del color para el fondo se basa en el azul, que se dice simboliza la masculinidad, la dureza y la espiritualidad. Se atribuye a la sensibilidad de la vaca hacia el medio ambiente: su despreocupada alegría de vivir está expuesta a la sobria dureza del mundo. El fondo también contiene una interacción de rojo y verde, que se refleja en los caballos azules de Marc. La variación de los colores crea un diseño armonioso que utiliza toda la gama de los mismos. En su equilibrio, se distingue del dominio formativo del motivo central y al mismo tiempo lo resalta.

### Interpretación en el contexto de la creación

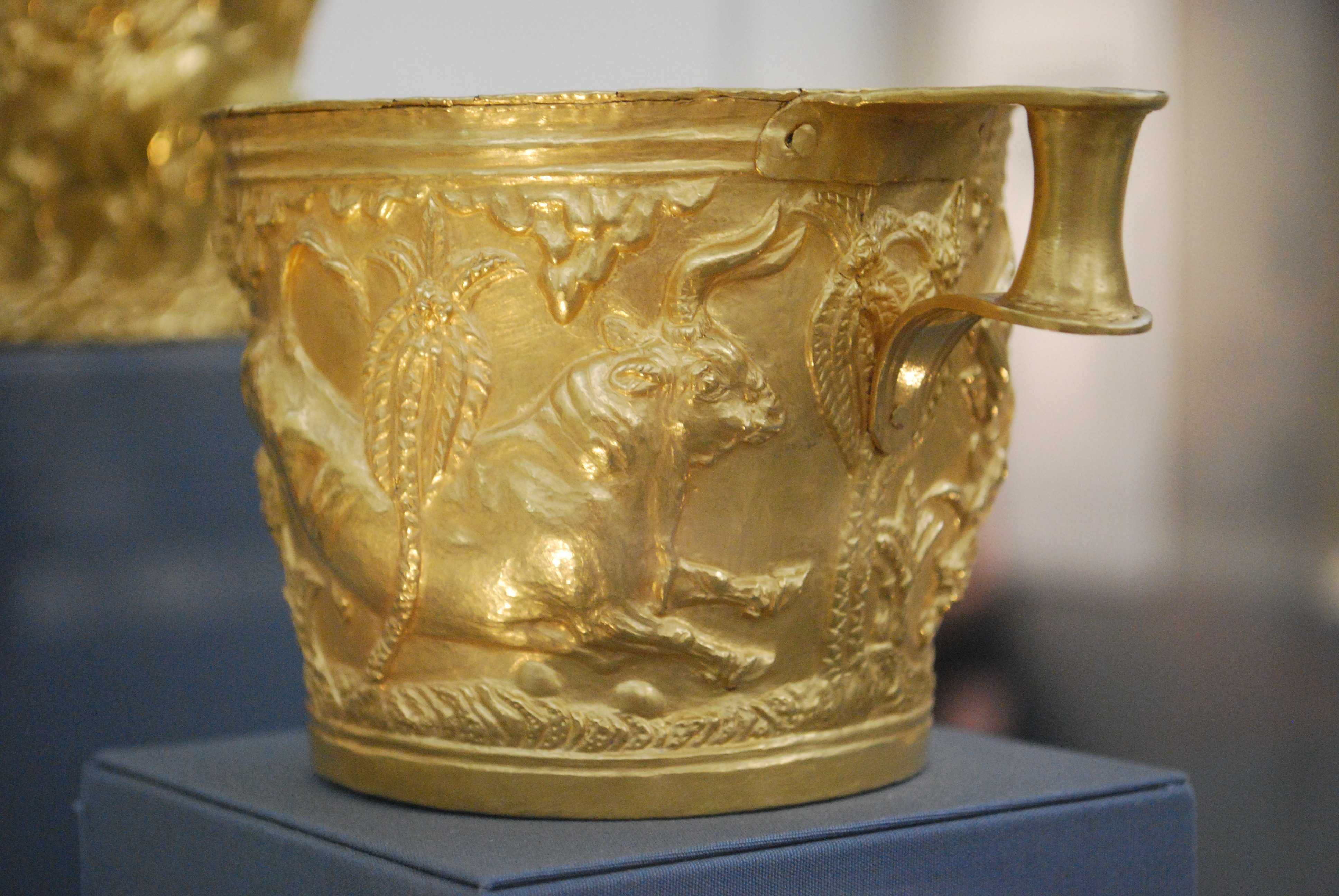
Una posible fuente de inspiración de Marc: una copa de oro de Vaphio que representa una escena de captura de toros. El motivo tiene una postura similar a la de la vaca amarilla.

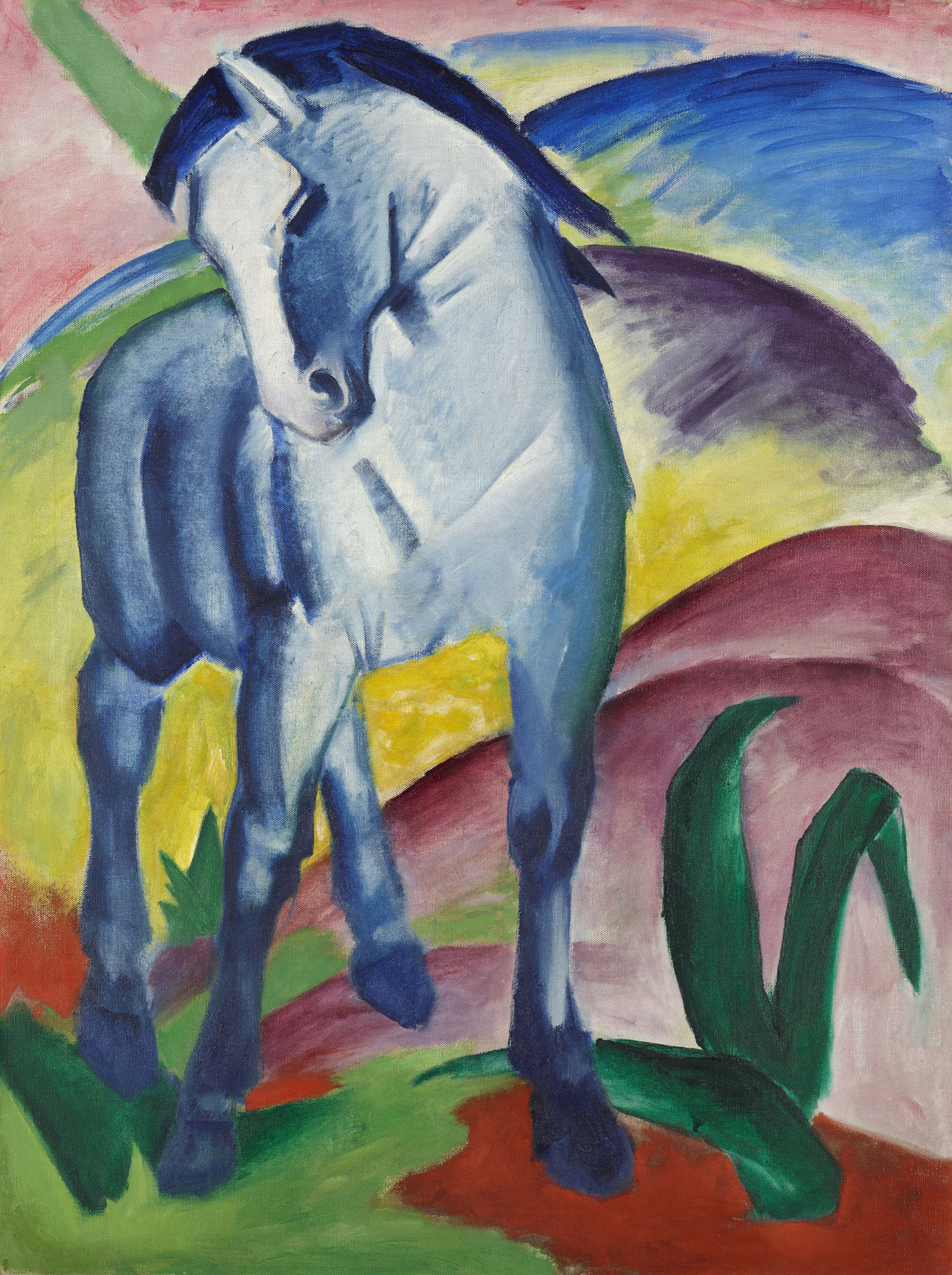
¿La contraparte masculina de la vaca amarilla? El caballo azul I de Marc de 1911.

Otras interpretaciones del mensaje de la imagen no se basan únicamente en el simbolismo del color de Marc, sino que también tienen en cuenta el contexto histórico y personal de su creación.
Algunos críticos de la primera exposición de Der Blauer Reiter relacionaron La vaca amarilla de Marc con las primeras copas de oro griegas de Vaphio. Estos habrían sido una fuente de inspiración para Marc y La vaca amarilla sería, por tanto, una "vaca micénica". Independientemente de la referencia al motivo, hoy en día se duda de una conexión entre el amarillo de la vaca y el oro de las copas y se prefiere una interpretación basada en el simbolismo del color de Marc.
Las interpretaciones más nuevas de la imagen se basan en el contexto en el que fue creada. Entienden las expresiones emocionales del simbolismo cromático de Marc como un desenmascaramiento de sus emociones personales y, en este sentido, exploran el trasfondo biográfico de su creación.
La vaca amarilla se asocia a menudo con María, la esposa de Marc. La imagen se considera una contraparte femenina de los caballos azules, que se interpretan como masculinos y que tienen similitudes en cuanto al concepto de primer plano y fondo con un motivo central dominante y un diseño de fondo armonioso. Si, tras asignar principios de género, el Caballo Azul I, también creado en 1911 -tranquilo, pensativo, mirando hacia abajo, espiritual- se interpreta como un autorretrato de Marc, entonces La vaca amarilla corresponde a un retrato de su esposa. El motivo dinámico y el amarillo dominante, que representa la feminidad, la dulzura, la sensualidad y la alegría de vivir, subrayan los rasgos de carácter atribuidos a Maria Marc. Marc desarrolló una yuxtaposición de hombre y mujer en una imagen de 1912 con un motivo de gato en Dos gatos, azul y amarillo (óleo sobre lienzo).
El historiador de arte neoyorquino Mark Rosenthal ve una conexión entre la boda anterior de Marc y la creación del cuadro. Para él, la alegre vaca amarilla, símbolo de los principios femeninos, también representa a María, la esposa de Marc. Siguiendo esta idea, Rosenthal interpreta el frente de las montañas triangulares de color negro azulado del fondo como un autorretrato abstracto de Marc, acostado, con los ojos cerrados en una contemplación soñadora. Por tanto, el cuadro es una fotografía personal de la boda de Marc, que simboliza el amor de Marc por su esposa.
Otra interpretación considera que las pinturas de animales generalmente subliman o reemplazan el deseo insatisfecho de la pareja Marc de tener hijos. Kandinsky escribió en sus memorias que "Marc amaba sus fotografías de animales como a sus hijos". Si se mira la imagen más a fondo en el contexto de la relación de Marc con su esposa, las piedras blancas en el fondo frontal podrían interpretarse como un falo, cuya extensión crea el área azul y masculina de la central, que de otro modo sería femenina y amarilla. motivo.

## Recepción y evaluación
Al igual que el azul de sus cuadros de caballos, la vaca amarilla de Marc hizo que muchos contemporáneos sacudieran la cabeza, se indignaran y lo rechazaran. En un debate sobre arte moderno en la Cámara de Representantes de Prusia el 12 de abril de 1913, el diputado Julius Vorster se indignó por la representación de una vaca que hizo Marc: 

El señor Vorster se hizo con algunas reproducciones de la exposición Sonderbund de Colonia y algunos números de esta revista y trató de frenar el "desarrollo patológico de las bellas artes" con un discurso bastante largo. […] Se queja de retratos que parecen caricaturas (¡muy cierto!)[.] De paisajes en los que se ha intentado extraer el lado más feo de la naturaleza (¡muy cierto!). Se refiere a los granjeros como expertos en imágenes de animales: "Por favor, miren la vaca amarilla" (¡muy bien!). Le resultan especialmente interesantes "las llamadas imágenes de rompecabezas". Estos dibujos de rompecabezas le recuerdan la primera creación de pintura entre los pueblos primitivos (¡muy cierto! y mucha alegría). […] También le recuerdan los logros artísticos de niños de ocho años. Una figura femenina tiene un cuello demasiado largo. Van Gogh tiene "una preferencia particular por pintar gente fea, más o menos torcida (hilaridad)". Encuentra además que “el objetivo y la tarea del “verdadero” arte es “describir” lo bello y sublime en la naturaleza y en la vida humana. […] Y luego el Sr. Vorster pide urgentemente al Ministerio de Cultura que no proporcione financiación alguna para el arte enfermizo descrito (¡bravo!), es decir, en particular, que no se realicen compras para museos (hilaridad). Porque, señores, estamos ante una tendencia que, desde mi punto de vista profano, representa una "degeneración", uno de los síntomas de una época de enfermedad. (Aplausos animados.)'
Anton von Werner en una reseña satírica del debate sobre Der Sturm, mayo de 1913.

En su radicalismo, Marc y Kandinsky fueron considerados la punta de lanza de las vanguardias, luchadores por el arte abstracto y también polarizaron la escena artística. La vaca amarilla de Marc recibió un fuerte rechazo en la Neue Künstlervereinigung München (NKVM), ya que al igual que la obra de Kandinsky, su desarrollo ya no correspondía a la posición mayoritaria de la asociación. Después de sólo 10 meses, Marc rompió con el NKVM y fundó Der Blaue Reiter junto con Kandinsky.
Los nacionalsocialistas consideraban las obras de Marc "degeneradas". Sin embargo, el hecho de su muerte en la guerra en las afueras de Verdún y su gran fama hicieron que se diera un tratamiento diferenciado a su obra. Numerosos grandes nazis eran admiradores del arte de Marc en su vida privada.  Aunque sus obras fueron confiscadas, se publicaron homenajes en la prensa con motivo de su muerte. El artista era respetado, pero su obra seguía oficialmente prohibida. Como la vaca amarilla, muchas de las obras de Marc acabaron en propiedad privada o se fueron al extranjero.
A partir de 1945, la obra de Marc se hizo muy popular. En los años 50 y 60, a los años de prohibición siguió un auténtico boom del Marc. Esto puede haber tenido algo que ver con la necesidad de involucrarse con el arte que fue condenado al ostracismo bajo los nacionalsocialistas. Las representaciones de animales y motivos alegres eran las más solicitadas, mientras que otras obras prohibidas, en particular aquellas con objetivos socialmente críticos y de confrontación, pasaron en gran medida desapercibidas.  Esto parece deberse al deseo de pureza, de paz, de olvido de los horrores de los años de guerra y de la despolitización e idilación que los acompañaron. En particular, las reproducciones de cuadros de animales de Marc, como La vaca amarilla, satisfacieron la demanda del público como murales y postales en color. Esto llevó a una trivialización y kitschificación generalizada de su obra. La aspiración de Marc fue sacrificada a una observación superficial, y las representaciones de animales fueron vistas como simplemente inofensivas y apolíticas. Su crítica al mundo humano fue en gran medida ignorada.
Hoy en día, La vaca amarilla es considerada una de las obras más famosas de Marc y del expresionismo alemán. El cuadro ocupa un lugar importante en la obra de Marc como vínculo entre diferentes épocas creativas, creadas en una fase de transición en su estilo. Más allá del mundo del arte, el motivo de la vaca amarilla entró en la cultura de masas como una figura decorativa del expresionismo. Además de muchas reproducciones bidimensionales, también hay implementaciones tridimensionales del motivo hechas de diversos materiales.